# Velimirovac
Velimirovac es una localidad croata de la ciudad de Našice, en el condado de Osijek-Baranja y en la región de Eslavonia.

## Demografía
| Gráfica de población de Velimirovac 1880-2011                       |
|                                                                     |
| Según los censos de población de la oficina estadística de Croacia. |